# Grotta del Buontalenti

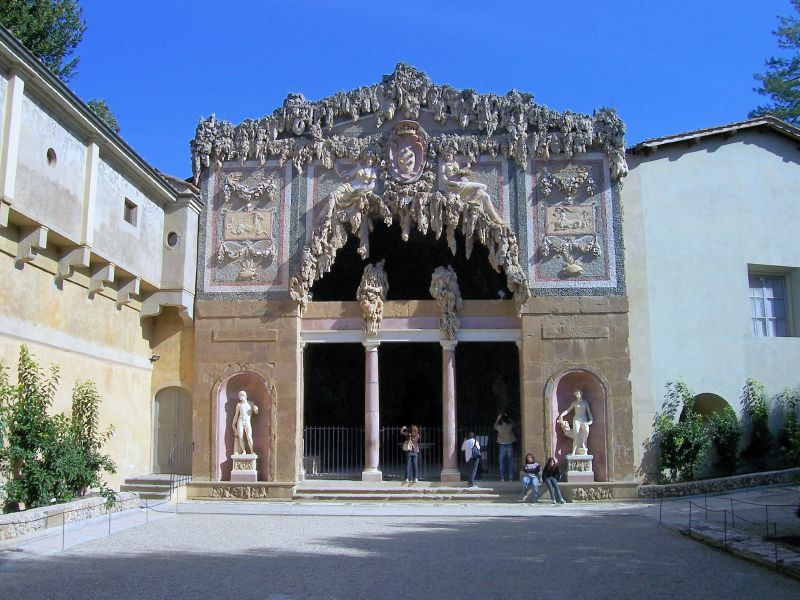
Entrata della grotta del Buontalenti. A sinistra corre il Corridoio Vasariano.

La grotta del Buontalenti, o Grotta Grande, è uno degli ambienti più pregevoli e famosi del giardino di Boboli a Firenze.

## Storia
Fu iniziata da Giorgio Vasari, che creò la parte inferiore della facciata, ma la sua costruzione si deve soprattutto a Bernardo Buontalenti, che la realizzò tra il 1583 e il 1593, su incarico di Francesco I de' Medici.
La grotta artificiale è un capolavoro dell'architettura e della cultura manierista e rappresenta una singolarissima commistione tra architettura, pittura e scultura. Non a caso vi erano collocati fino al 1924 i quattro Prigioni incompiuti di Michelangelo, oggi conservati alla Galleria dell'Accademia.

## Descrizione

### Il prospetto esterno

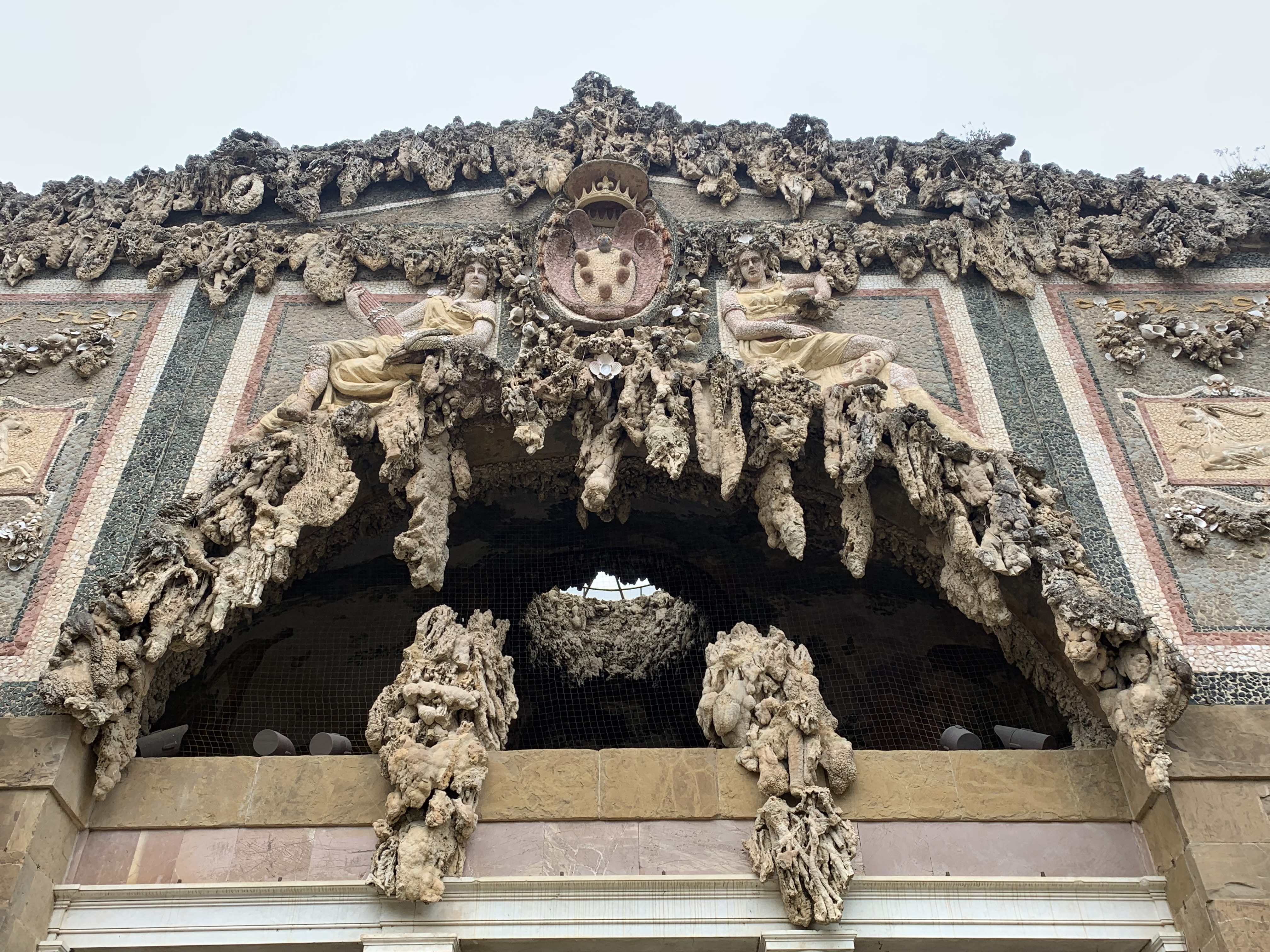
Dettaglio del timpano esterno

L'esterno della grotta preannuncia l'interno bizzarro e sorprendente. È caratterizzato da un ingresso ampio tra due colonne sormontate da architrave, con concrezioni spugnose simili a stalagmiti al di sopra dei capitelli, che sembrano essere "colate" dall'apertura a lunetta irregolare superiore, dove si trovano analoghe concrezioni simili alle stalattiti tipiche delle grotte.
Ai due lati dell'entrata si trovano altrettante nicchie che contengono le statue di Cerere e Apollo di Baccio Bandinelli.
Il registro superiore, dominato dal lunettone aperto, è decorato anche da due cornici realizzate a mosaico con ciottoli colorati, entro le quali ci sono stucchi con festoni e capricorni marini. Anche il timpano è decorato dalle concrezioni spugnose su ciascun bordo, mentre al centro si trova lo stemma dei Medici. Lo affiancano poco sotto due figure femminili sdraiate, realizzate a bassorilievo mosaicato.

### La prima stanza

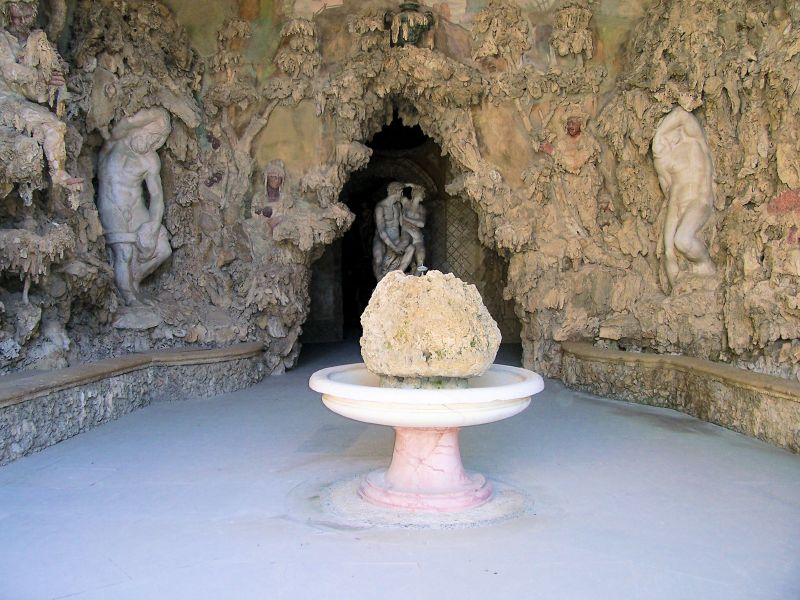
Interno della grotta del Buontalenti.

La prima stanza della grotta è molto più ampia delle altre e presenta una decorazione dove elementi pittorici, scultorei e architettonici si fondono dando un senso di meraviglia e smarrimento.
Il tema è quello della materia informe, il caos, che attraverso la metamorfosi trova ordine e armonia, un tema legato all'alchimia tanto cara a Francesco I. Dalle pareti infatti le rocce, le stalattiti, le spugne, le conchiglie sembrano prendere vita, componendosi in figure antropomorfe e zoomorfe scolpite dallo stuccatore Pietro Mati. Agli angoli ben si armonizzano i quattro Prigioni di Michelangelo (oggi sostituiti da copie), che essendo scolpiti solo a metà sembrano emergere dalla roccia informe con vigore. Solo in un secondo momento l'immagine si ricompone come la scena di una grotta naturale nella quale si rifugiano i pastori (realizzati sia a stucco sia ad affresco) per difendersi dagli animali selvatici.
Le pitture ad affresco di Bernardino Poccetti si fondono mirabilmente agli altri elementi, proseguendo fino al soffitto che è decorato come un pergolato illusionistico con un oculo aperto al centro dal quale filtra la luce.
Un elemento che oggi non si può più apprezzare è quello legato ai giochi d'acqua, dei quali sono state ritrovate diverse tracce durante il generale restauro conclusosi a fine degli anni novanta: in quell'occasione venne alla luce la miriade di canalini in terracotta dai quali gocce d'acqua scendevano dal soffitto creando uno spettacolo vibrante di luci e riflessi, prima di convogliare nelle vasche vicine alle pareti. Sull'oculo del soffitto era presente una vasca con pesci, mentre al centro della stanza resta ancora una fontana con una roccia che anticamente trasudava acqua.

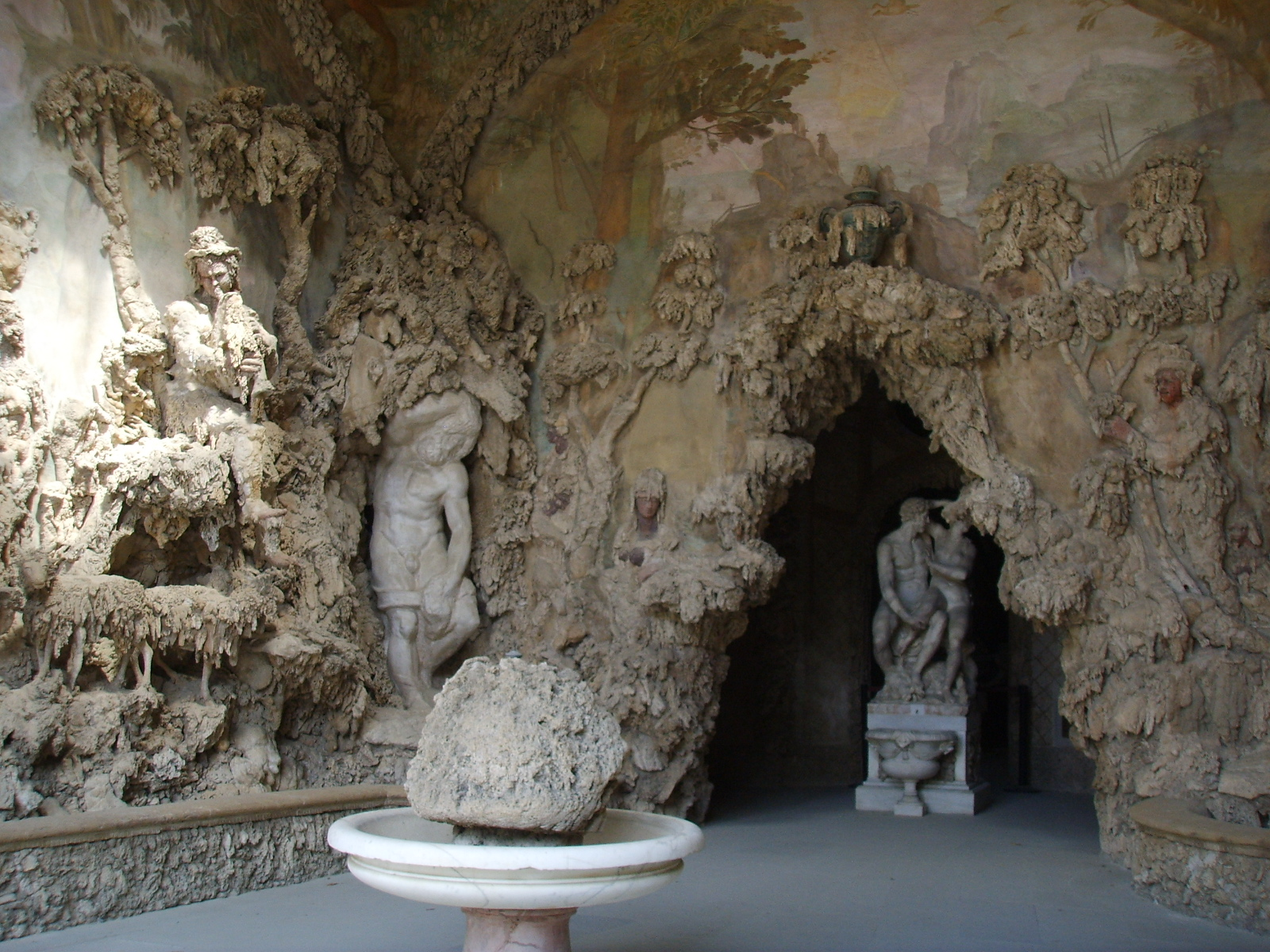
I lati nord e ovest.
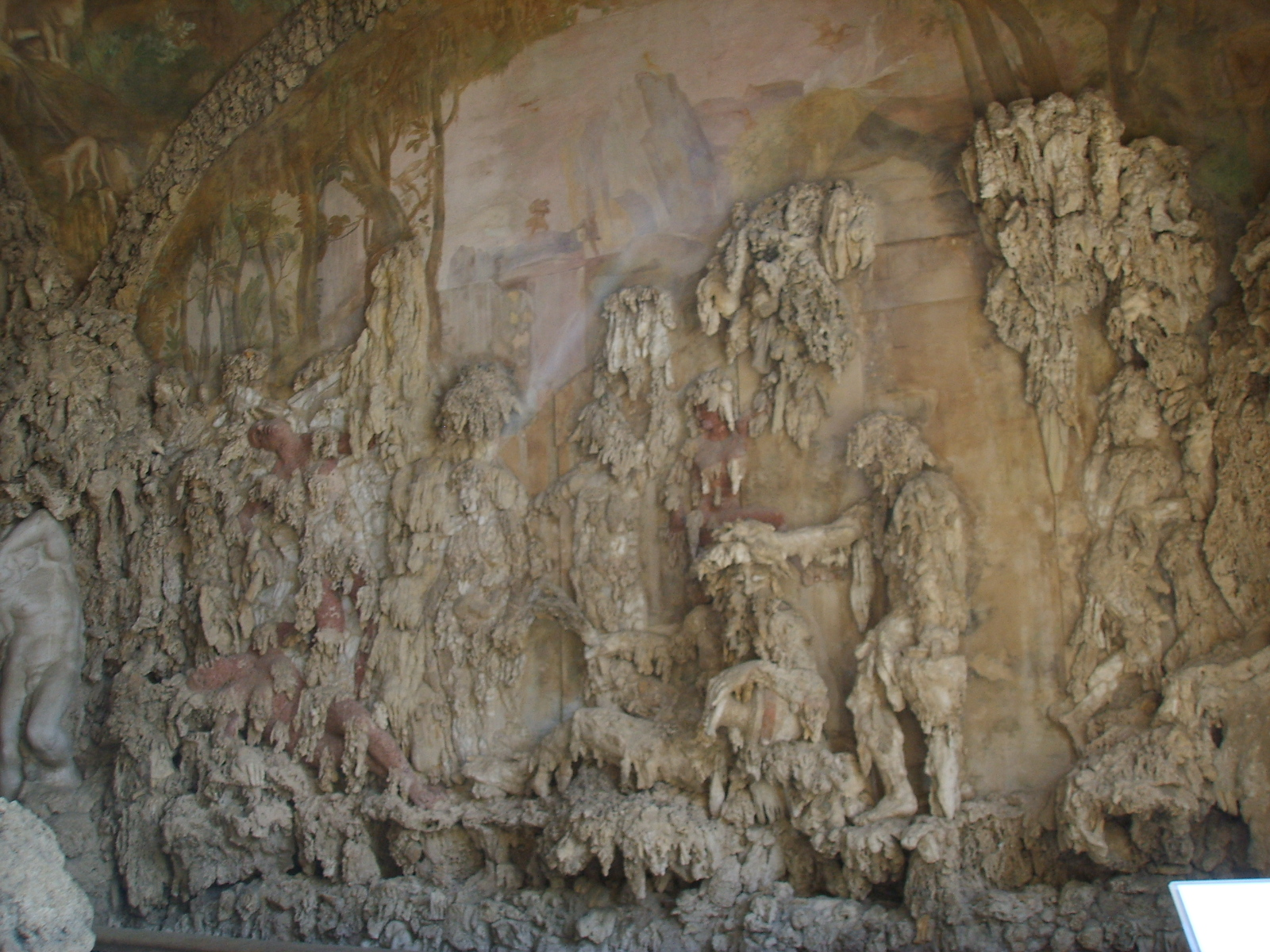
Il lato est.
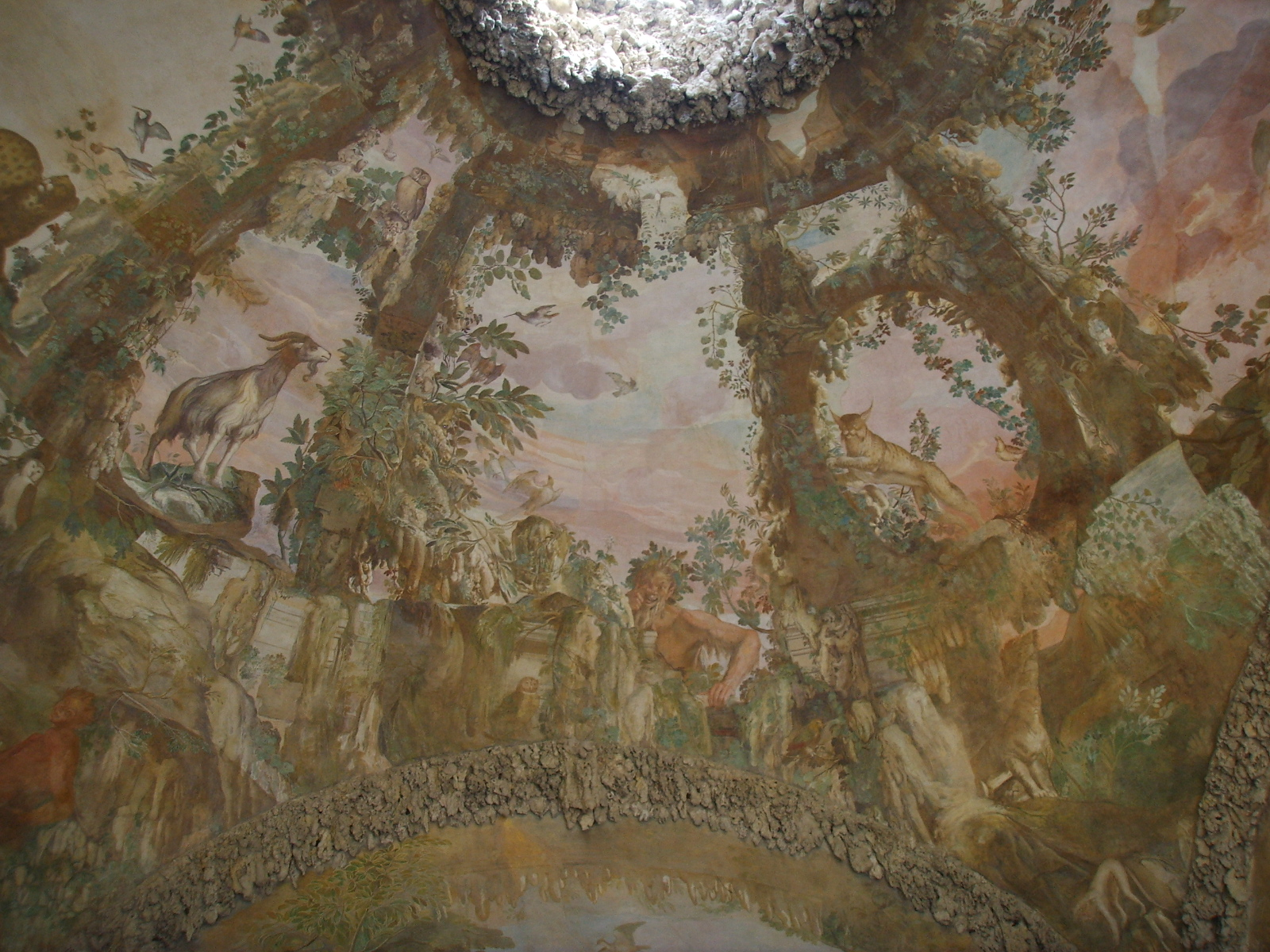
Il soffitto: la capra e la lince.
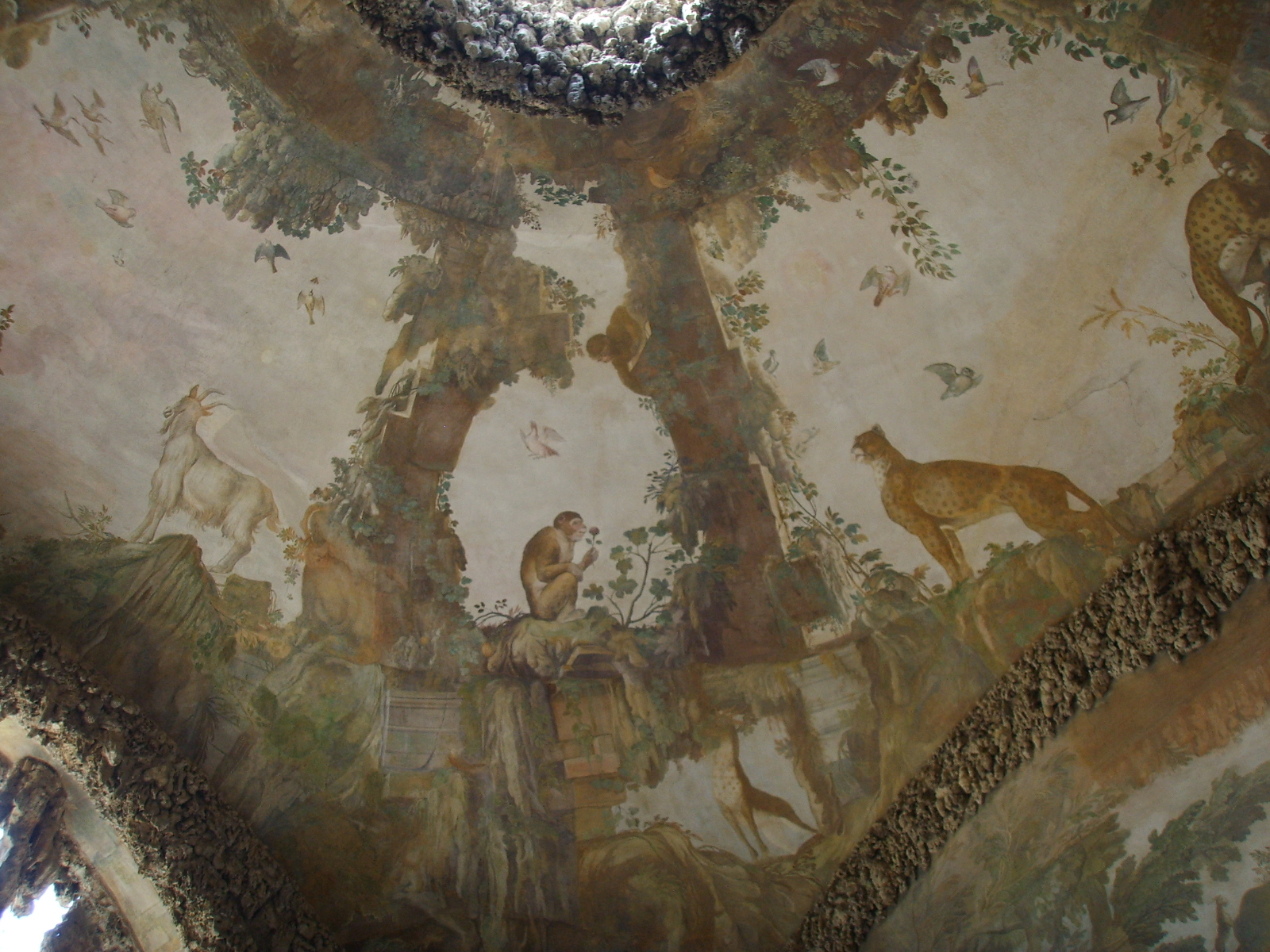
Il soffitto: il caprone, il leopardo e le scimmie.

### La seconda stanza

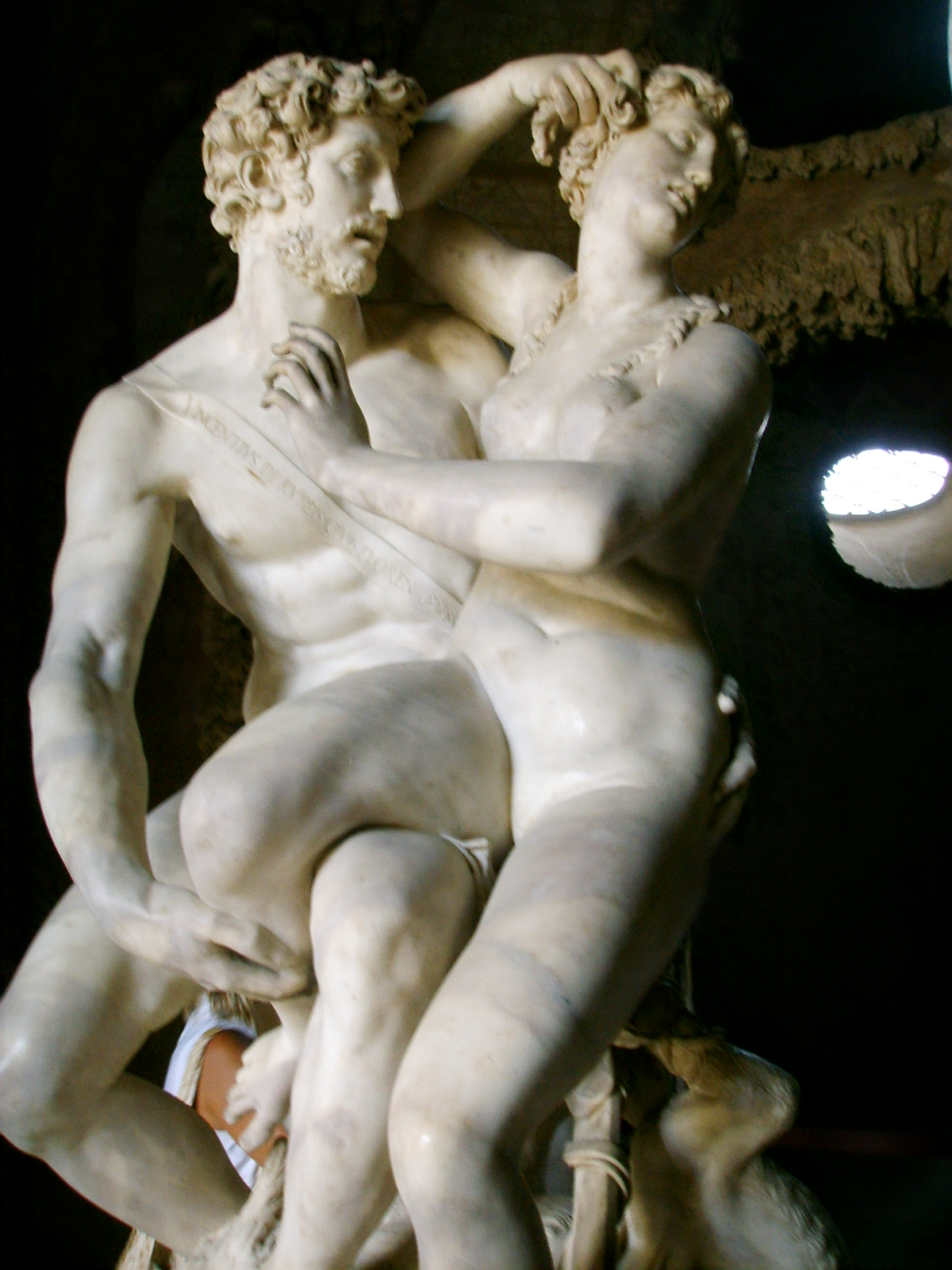
Paride ed Elena di Vincenzo de' Rossi.

Nella seconda stanza, allineata tra la prima e la terza e di grandezza minore, si ritrovano le analoghe decorazioni con stalattiti e conchiglie e affreschi. Sulle pareti laterali sono dipinte Giunone e Minerva entro due nicchie illusionistiche con timpano. Al centro di questa stanza è ospitato il gruppo marmoreo di Paride che rapisce Elena (o Teseo e Arianna) di Vincenzo de' Rossi (1560)

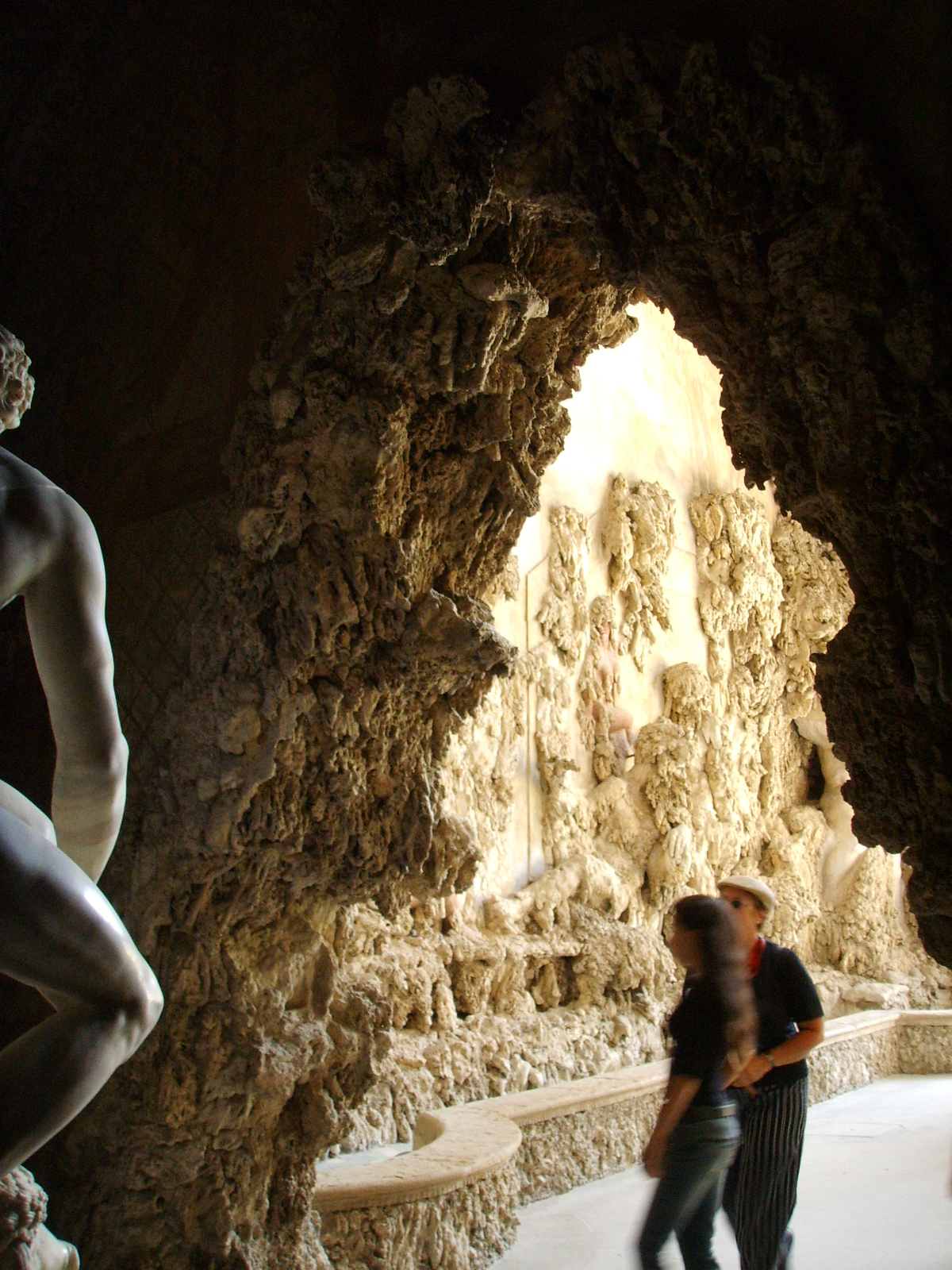
Dettaglio del passaggio tra prima e seconda sala.
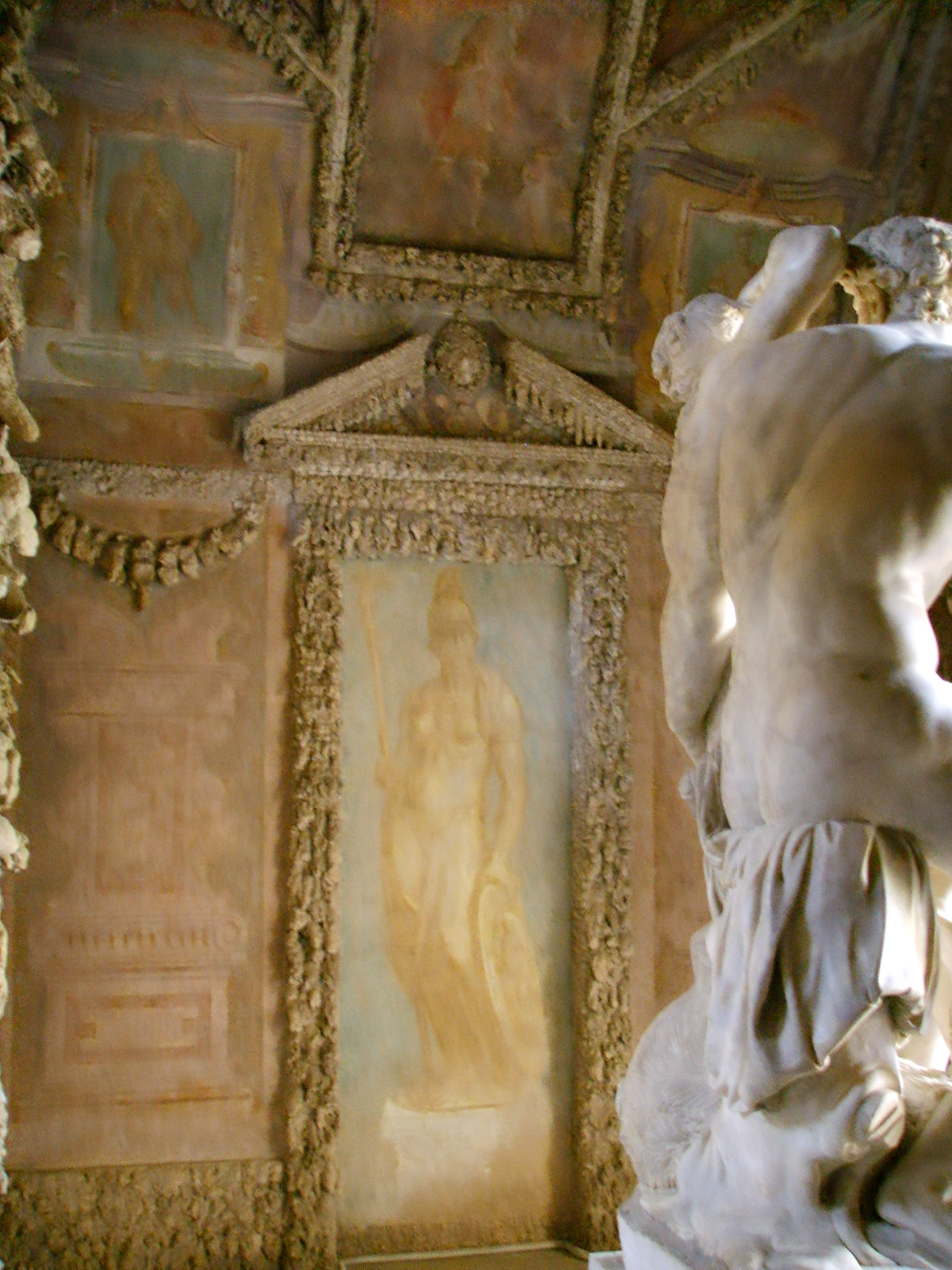
Decorazione con Minerva.

### La terza stanza

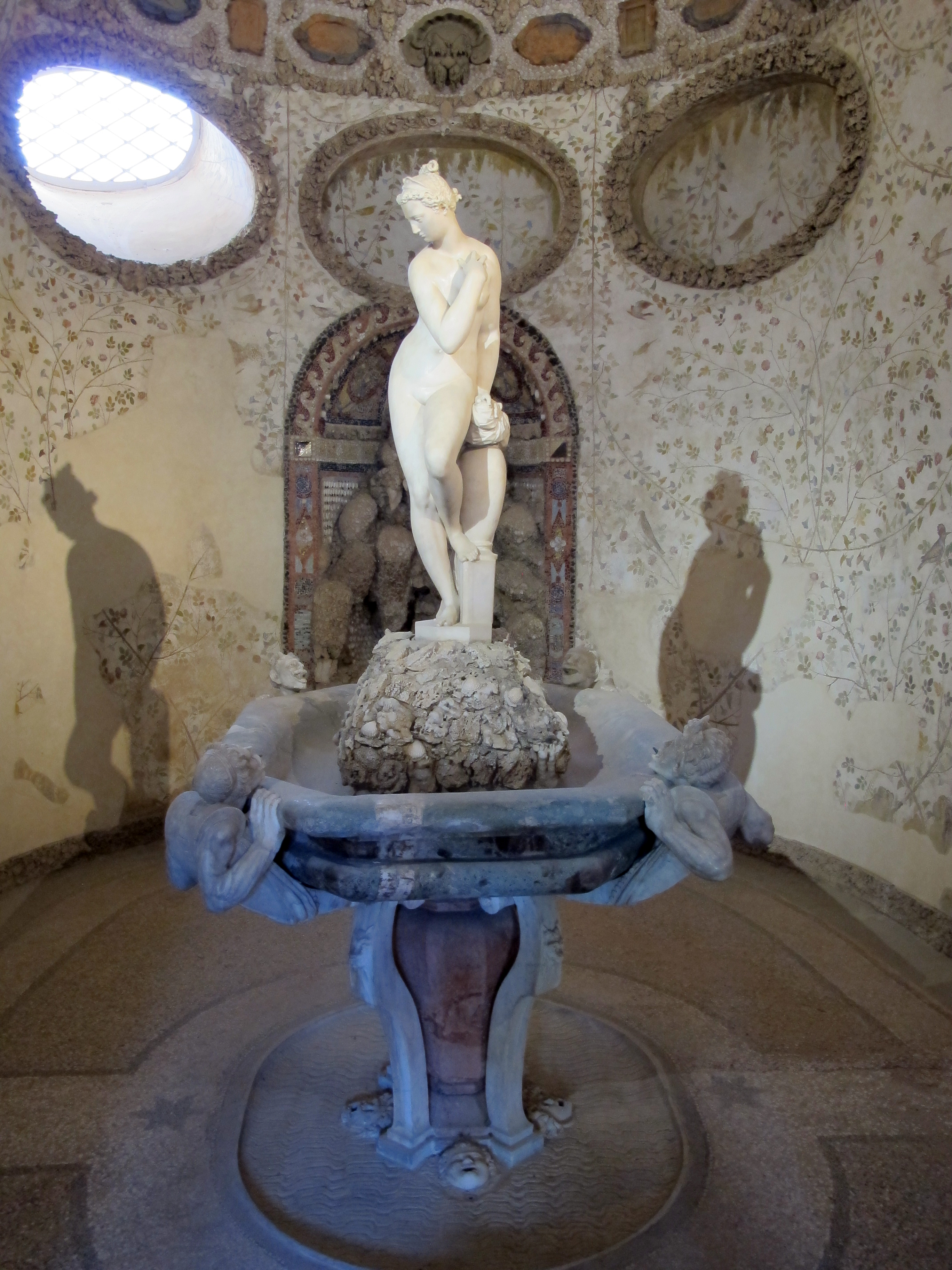
La fontana di Venere del Giambologna.

L'ultima stanza è pure allestita come una grotta, con un cielo fittizio nel quale volano degli uccelli. La stanza è dominata dalla fontana della Venere che esce dal bagno del Giambologna, che si erge al di sopra della vasca marmorea sulla quale si arrampicano quattro satiri maliziosi che la insidiano spruzzandole acqua addosso.
Il complesso delle decorazioni può anche essere letto secondo un tema erotico che, sebbene sublimato dalla mitologia e dallo schema filosofico, è fin troppo evidente agli occhi smaliziati di un visitatore moderno: nella prima stanza le vittime venivano stordite dal senso del magnifico e del grottesco, nella seconda il tema della bellezza rapita favoriva i tentativi di approccio, mentre nella terza stanza la nudità perfetta di Venere poteva dare lo spunto per un confronto diretto.

## Le altre grotte fantastiche
Nel Cinquecento in Toscana si era diffusa per i palazzi signorili la moda dei giardini all'italiana e uno degli ambienti irrinunciabili era la Grotta, cioè la ricostruzione fantasiosa e complessa di grotte naturali, con sculture, pitture e giochi d'acqua, con vere concrezioni calcaree che venivano spesso asportate dalle grotte vere e riutilizzate dagli artisti. A Firenze la prima grotta fantastica è quella chiamata Degli animali nella villa medicea di Castello, con sculture di Giambologna; da allora il modello della grotta si è ripetuto in tutte le residenze medicee e non solo (vedi ad esempio la Fonte della Fata Morgana), fino a uscire dai confini regionali, nei grandi parchi romani e del nord Italia. A palazzo Pitti è conosciuta anche la grotta del Mosè, inoltre dentro Boboli ve ne sono altre due: la grotticina della Madama (sempre del Buontalenti) e la grotta di Adamo ed Eva, ottocentesca.